# Sufran con lo que yo gozo
Sufran con lo que yo gozo es una canción pop escrita e interpretada por la cantautora mexicana Gloria Trevi. Este es el 3.er y último sencillo de las canciones inéditas de su primer álbum en directo La trayectoria, lanzado en 2006. La canción fue estrenada en la entrega de los premios Billboard de 2007.

## Promoción
El sencillo no tuvo tanto éxito como sus 2 anteriores (Todos me miran y Estrella de la mañana) y no se realizó mucha promoción en vivo. En las presentaciones de este sencillo en varios programas de televisión se interpretó la versión Vallenato, la cual fue grabada con Celso Piña el mismo año.

## Videoclip
El videoclip fue grabado en su natal Monterrey en 2007 y estrenado el mismo año. El videoclip fue codirigido por la cantante, en el que cuenta con la participación de Celso Piña. En el videoclip, Gloria aparece lavando trastes y de mesera en un restaurante, también aparecen mujeres hablando de mal de Gloria, pero Gloria mueve su cabeza dando a entender: Que me importa.
El videoclip se encuentra en el DVD de Una Rosa Blu Deluxe Edition
- Datos: Q2918379